# Micrepeira hoeferi
Micrepeira hoeferi là một loài nhện trong họ Araneidae.
Loài này thuộc chi Micrepeira. Micrepeira hoeferi được Herbert Walter Levi miêu tả năm 1995.